# Here She Comes Now/Venus in Furs
«Here She Comes Now/Venus in Furs» es un sencillo de las bandas de rock estadounidenses Nirvana y The Melvins. Fue lanzado en 1991, e incluye las canciones "Here She Comes Now" por Nirvana, y "Venus in Furs" por The Melvins, ambas versiones de The Velvet Underground.
El sencillo estaba limitado a 1000 copias y estaba disponible en 8 colores diferentes.
La versión de Nirvana aparecería posteriormente en el álbum tributo a Velvet Underground Heaven And Hell: A Tribute To The Velvet Underground, Volume One, y en el box set, With the Lights Out.